# Helen Mirren
Dame Helen Mirren, pseudonimo di Helen Lydia Mironoff (Londra, 26 luglio 1945), è un'attrice britannica naturalizzata statunitense.
È vincitrice di un Premio Oscar, quattro Golden Globe, quattro BAFTA, cinque Screen Actors Guild Award, un Critics' Choice Awards, quattro Emmy e di un Tony Award.
Apprezzata attrice cinematografica, è attiva dagli anni sessanta in teatro (in particolare, nel teatro shakespeariano), in televisione e nel cinema. Ha vinto il primo dei suoi numerosi Emmy nel 1993 per l'interpretazione di Jane Tennison nell'acclamata serie televisiva Prime Suspect (1991-2006). È tra le poche attrici nella storia del cinema a essersi aggiudicata due Prix d'interprétation féminine al Festival di Cannes, rispettivamente nel 1984 per Cal e nel 1994 per La pazzia di Re Giorgio. Per l'interpretazione di Elisabetta II in The Queen - La regina (2006) ha vinto un premio Oscar quale migliore attrice, un Golden Globe quale migliore attrice in un film drammatico, un BAFTA, un Critics' Choice Award, uno Screen Actors Guild Award e una Coppa Volpi alla Mostra del cinema di Venezia.
Ha recitato in numerosi altri film importanti, tra cui 2010 - L'anno del contatto (1984), Il cuoco, il ladro, sua moglie e l'amante (1989), Killing Mrs. Tingle (1999), Gosford Park (2001), Calendar Girls (2003), The Last Station (2009), Red (2010), Hitchcock (2012), Amore, cucina e curry (2014), Woman in Gold (2015), L'ultima parola - La vera storia di Dalton Trumbo (2015) Il diritto di uccidere (2015) e Ella & John - The Leisure Seeker (2017).
Nel 2013, ha ripreso il ruolo della Regina Elisabetta II nel dramma teatrale The Audience, per il quale ha vinto un Tony Award quale miglior attrice protagonista in un'opera teatrale, un Drama Desk Award e un Olivier Award quale migliore attrice. Nel 2020 ha ricevuto l'Orso d'oro alla carriera durante la 70ª edizione del Festival di Berlino.

## Biografia

### Origini e studi
Helen Mirren è nata a Chiswick (distretto di Hounslow, Grande Londra) nel 1945, seconda di tre fratelli, da padre russo, Vasilij Petrovič Mironov (1913-1980) e madre inglese, Kathleen Rogers (1909-1980). Suo nonno paterno, Pëtr Vasil'evič Mironov, era un nobile russo, colonnello dell'esercito zarista e diplomatico, che nel 1917 si trovava a Londra per negoziare con il governo britannico una fornitura d'armamenti all'Impero russo: a seguito della Rivoluzione d'ottobre, decise di non fare più ritorno in patria e di rimanere in Gran Bretagna con la famiglia. Tra gli antenati di Helen Mirren si trova anche il generale Michail Kamenskij, eroe delle guerre napoleoniche.
Vasilij Mironov fu violista nell'Orchestra Filarmonica di Londra fino allo scoppio della seconda guerra mondiale; dopo il 1945, lavorò come tassista e istruttore di scuola guida, diventando poi funzionario al Ministero dei trasporti del Regno Unito. Negli anni cinquanta anglicizzò il proprio nome in Basil e cambiò il cognome di famiglia in Mirren. Sua moglie, Kathleen Rogers, nata nel sobborgo londinese di West Ham, era la penultima dei quattordici figli di un macellaio, a sua volta figlio del fornitore di carni della corte della regina Vittoria.
A dispetto delle sue origini nobiliari e delle frequentazioni regali dei suoi avi, Helen Mirren non ha mai nascosto i suoi sentimenti anti-monarchici dovuti anche alla formazione familiare, opinione ribadita nel corso di una intervista in cui, tra l'altro, ha detto di essersi sempre chiesta se i suoi genitori si sarebbero mai aspettati di vederla, un giorno, interpretare la regina Elisabetta II (nel film The Queen - La regina).
Helen Mirren frequentò un liceo cattolico femminile, il St. Bernard's di Southend-on-Sea e dopo il diploma frequentò la scuola di recitazione dell'Università del Middlesex, a Londra.

### Carriera teatrale
A 18 anni, dopo un provino riuscito, fu ammessa al National Youth Theatre (NYT) e nel 1965, a 20 anni, ebbe la sua prima parte interpretando il ruolo di Cleopatra in un allestimento dell'Antonio e Cleopatra di William Shakespeare prodotto dallo stesso NYT e messo in scena all'Old Vic di Londra. L'interpretazione le valse anche il primo contratto, stipulato con l'impresario Al Parker, che le permise di esordire nella prestigiosa Compagnia teatrale shakespeariana nel ruolo di Castiza nell'adattamento di Trevor Nunn di The Revenger's Tragedy di Thomas Middleton (1966); seguì la parte di Cressida in Troilo e Cressida di Shakespeare (1968) e, nel 1971, il ruolo eponimo nell'opera teatrale La signorina Giulia di August Strindberg.
Dal 1972 al 1974 lavorò anche fuori dal Regno Unito, partecipando al progetto sperimentale di Peter Brook, Conference of the Birds (Nordafrica e Stati Uniti), per poi, una volta tornata in patria, recitare nel ruolo di Lady Macbeth nell'omonima tragedia.
A quel punto della carriera, che già l'aveva vista interpretare anche ruoli cinematografici, si dedicò sulla scena anche a opere moderne e contemporanee: nel settembre 1975, al Royal Court di Chelsea, fu la rock-star Maggie in Teeth "n" Smiles di David Hare (ruolo che, replicato nel 1976 al Wyndham's, un teatro del West End, le valse il premio della critica di miglior attrice teatrale britannica dell'anno). Sempre nel 1975, in novembre, fu di scena in Il gabbiano di Čechov nella parte di Nina e nel 1976 fu Ella nella commedia The Bed Before Yesterday di Ben Travers; vi fu un ritorno a Shakespeare nel 1977 con la rappresentazione delle tre parti dell'Enrico VI (per la regia di Terry Hands) in cui l'attrice portò sulla scena la regina Margherita d'Angiò e, soprattutto, con un'acclamata interpretazione della novizia Isabella in Misura per misura (1979).
Gli anni ottanta la videro intensificare l'attività cinematografica, per la quale si trasferì a Hollywood per un certo periodo: tornò a Londra nel 1989 per rappresentare la prima nazionale dello spettacolo Specchio a due direzioni. In tale frangente, lo stesso autore dell'opera, il drammaturgo statunitense Arthur Miller, vista la performance della Mirren, ebbe a dire che «Quel che mi piace degli attori inglesi è che non hanno timore di mostrare le emozioni».
A dispetto della lunga carriera teatrale, fino al 1994 era più nota come attrice cinematografica: il grande pubblico la scoprì anche attrice teatrale quell'anno quando, all'Yvonne Arnaud Theatre di Guildford, mise in scena Natalija Petrovna nella commedia di Ivan Turgenev Un mese in campagna, coprotagonista insieme a John Hurt (il suo spasimante Ratikin) e il quasi esordiente Ralph Fiennes (alla seconda esperienza sul palco, nei panni del giovane Belijaev): il critico John Thaxer disse di lei che «Invece di un'annoiata Natalija che getta via la sua estate con stupidi vestitini, Helen Mirren, vestita in abiti smaglianti, è una donna che nemmeno troppo malvolentieri lascia che il suo cuore, che batte per il giovane maestro di suo figlio, guidi le sue azioni e rompa la routine domestica… Con le sue morbide spalle nude, si sente libera di lanciarsi in una magica e onirica dichiarazione d'amore.»
La commedia fu portata a Broadway l'anno successivo, in un'interpretazione per la quale ricevette la candidatura al Tony Award. Un'altra candidatura arrivò nel 2002 per il dramma di Strindberg Danza di morte (recitato insieme a Ian McKellen e provato durante i giorni dell'attentato alle Torri Gemelle, come lei stessa ricorda nella sua autobiografia, In the Frame, del 2007).
Dopo una parentesi con una nuova interpretazione di Antonio e Cleopatra (con Alan Rickman nelle vesti di Antonio) nel 1998, Helen Mirren tornò nel 2000 con una pièce di Tennessee Williams del 1957, Orpheus Descending; infine, dal 2003 riscuote grande successo nella commedia di Eugene O'Neill Il lutto si addice ad Elettra. Nel 2013 torna sulle scene del West End per interpretare Elisabetta II nel dramma politico di Peter Morgan The Audience, interpretazione per la quale vince il Laurence Olivier Award per la migliore attrice. Nel 2015, torna a Broadway con The Audience, per cui ha vinto un Tony Award come miglior attrice protagonista in un'opera teatrale.

### Carriera cinematografica

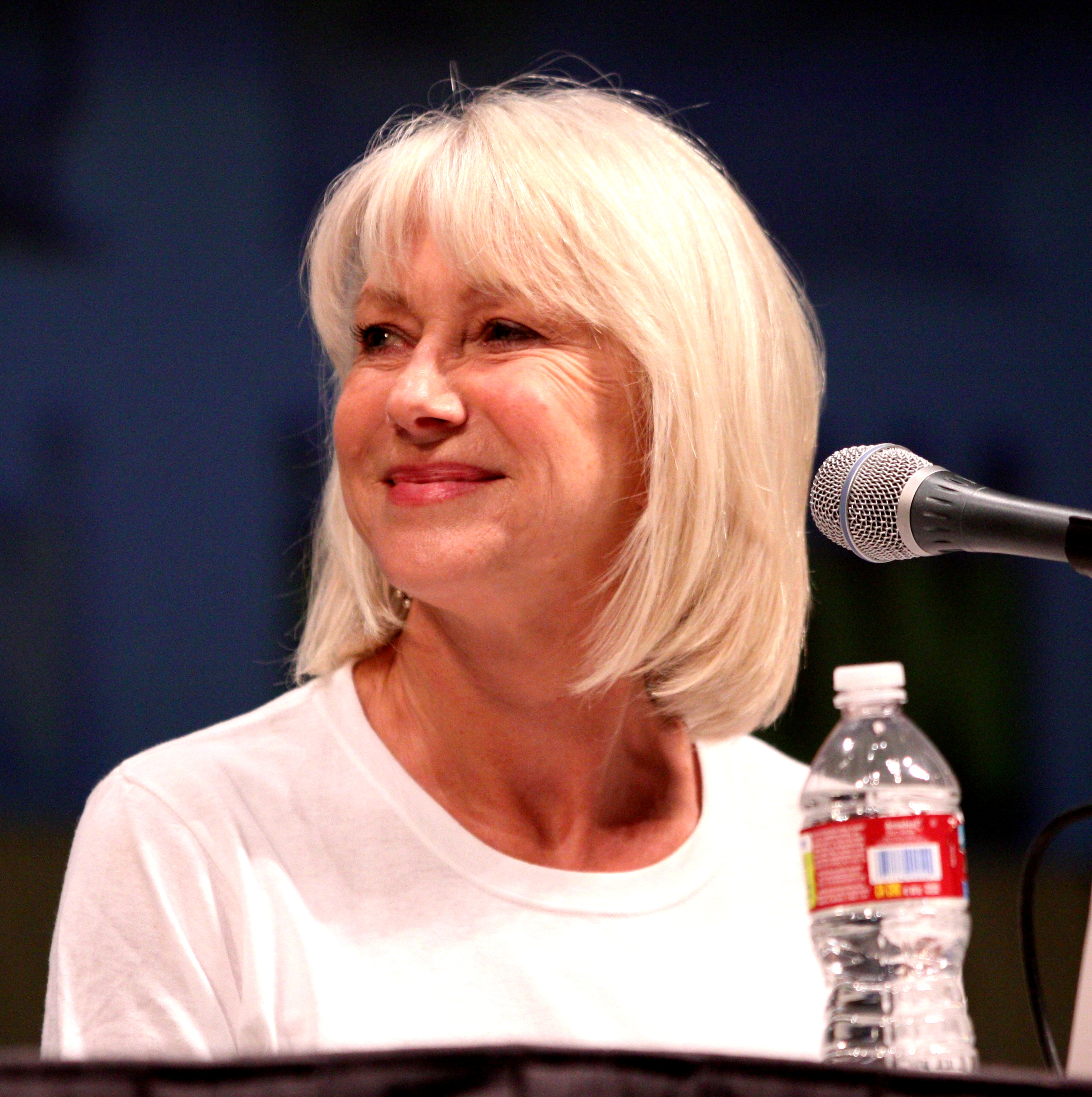
Helen Mirren nel 2010

La sua attività cinematografica iniziò nel 1967 con il film sperimentale Herostratus di Don Levy. Fino agli anni ottanta prese parte a pochi film in ragione della concomitante attività sulla scena, ma fu comunque presente in produzioni di registi famosi come Age of Consent di Michael Powell, Messia selvaggio di Ken Russell; recitò nell'adattamento su grande schermo della citata Signorina Giulia già in scena in teatro (1972); più avanti, lavorò per Tinto Brass in Caligola insieme a Malcolm McDowell (1979) e nell'ultimo film di Peter Sellers, Il diabolico complotto del dottor Fu Manchu (1980).
Nel 1980 apparve con Bob Hoskins in Venerdì maledetto, l'anno seguente fu la fata Morgana in Excalibur (1981); nel 1984, in 2010 - L'anno del contatto recitò in russo nel ruolo della comandante della astronave sovietica.
Gran parte della sua produzione cinematografica è concentrata dalla fine degli anni ottanta in avanti, con prove d'autore come la parte della moglie nel film di Peter Greenaway Il cuoco, il ladro, sua moglie e l'amante (1989); non manca neppure una vena di sofisticato erotismo, nella Venezia rappresentata in Cortesie per gli ospiti, dove, insieme a Christopher Walken, intraprende un gioco di seduzione con la più giovane coppia formata da Rupert Everett e Natasha Richardson.
Sempre in Italia è ambientato Monteriano - Dove gli angeli non osano metter piede del 1991, insieme a Helena Bonham Carter. Tra le altre produzioni di rilievo figurano La pazzia di Re Giorgio, che le valse la prima nomination come miglior attrice non protagonista agli Oscar del 1995); Se mi amate... (1997) di Sidney Lumet, in cui affronta il tema dell'eutanasia; e la commedia nera Killing Mrs. Tingle (1999).
Nel 2001, Robert Altman la diresse in Gosford Park insieme a un gruppo di altre attrici britanniche; l'interpretazione le valse la seconda candidatura come miglior attrice non protagonista per gli Oscar 2002. Il successo fu confermato da Calendar Girls (2003), film nel quale mette in scena una storia realmente accaduta e si fa fotografare nuda per beneficenza. Infine, The Queen - La regina del 2006, diretto da Stephen Frears; l'interpretazione della regina Elisabetta II nei giorni della morte della principessa Diana le ha valso il premio Oscar 2007 per la migliore interpretazione femminile da protagonista.
Nel 2007, Helen Mirren recita ne Il mistero delle pagine perdute. Dal 2009 in poi prende parte a diverse pellicole, tra le quali State of Play, The Last Station, Red e il sequel del 2013, Red 2.
Nel 2010 prese parte al thriller di spionaggio Il debito, diretto da John Madden, interpretando un giovane agente del Mossad inviato a Berlino Est negli anni sessanta per catturare un ex medico nazista che ha condotto esperimenti medici nei campi di concentramento. Ha condiviso il ruolo con Jessica Chastain, per ritrarre il personaggio in diverse fasi della vita. Le due lavorarono insieme prima delle riprese per perfezionare la voce e le manie del personaggio e rendere coerenti le due interpretazioni. Nel 2012 interpreta moglie del regista Alfred Hitchcock, Alma Reville, nel film Hitchcock.
Nel 2017 è protagonista con Donald Sutherland del film Ella & John - The Leisure Seeker, per la regia dell'italiano Paolo Virzì, film presentato in concorso alla 74ª Mostra del Cinema di Venezia. Per il ruolo di Ella Carson, in questa tragicomica avventura on the road di due anziani coniugi a bordo di un vecchio camper, viene candidata come miglior attrice ai Golden Globe. Il film esce in Italia con il titolo Ella & John - The Leisure Seeker.
Nel 2018 è la protagonista del film La vedova Winchester, ambientato nel 1923, nel quale interpreta il ruolo dell'ereditiera Sarah Pardee Winchester,  donna perseguitata dagli spettri delle persone uccise con le armi prodotte dalla sua famiglia. Nel 2021 ha ottenuta il ruolo della villain Hespera nel film del DC Extended Universe Shazam! Furia degli dei, diretto da David F. Sandberg, uscito nelle sale nel 2023.

### Carriera televisiva
Fin dall'inizio della carriera artistica ha avuto diversi ruoli in produzioni televisive, per i quali ha ricevuto anche importanti riconoscimenti come il BAFTAs come miglior attrice per tre anni consecutivi, l'Emmy e il Golden Globe, anche se i ruoli per i quali è maggiormente conosciuta sono quelli dell'ispettore capo Jane Tennison nella serie Prime Suspect (1991-2006), e della regina Elisabetta I nella miniserie omonima, Elizabeth I (2005) per Channel 4. In un'occasione si è cimentata anche nella regia, nel film On the Edge, per il quale ha diretto - oltre che a interpretarvi un ruolo minore - l'episodio Happy Birthday (1991).
Nel 2021 conduce Harry Potter - Il torneo delle case di Hogwarts, un game-show dove a sfidarsi sono le case di Hogwarts: Grifondoro, Serpeverde, Corvonero e Tassorosso. Dal 2022 al 2025 è protagonista nella serie 1923, creata da Taylor Sheridan e prequel di Yellowstone, interpretando Cara Dutton. Per questo ruolo è stata candidata a un Golden Globe alla miglior attrice protagonista in una serie drammatica. Nel 2025 recita accanto a Pierce Brosnan nella serie MobLand, prodotta da Guy Ritchie.
Nella carriera ha portato in scena quattro sovrane inglesi: Margherita d'Angiò a teatro, Elisabetta I in televisione, e Carlotta di Meclemburgo al cinema ed Elisabetta II al cinema e in teatro.

## Vita privata

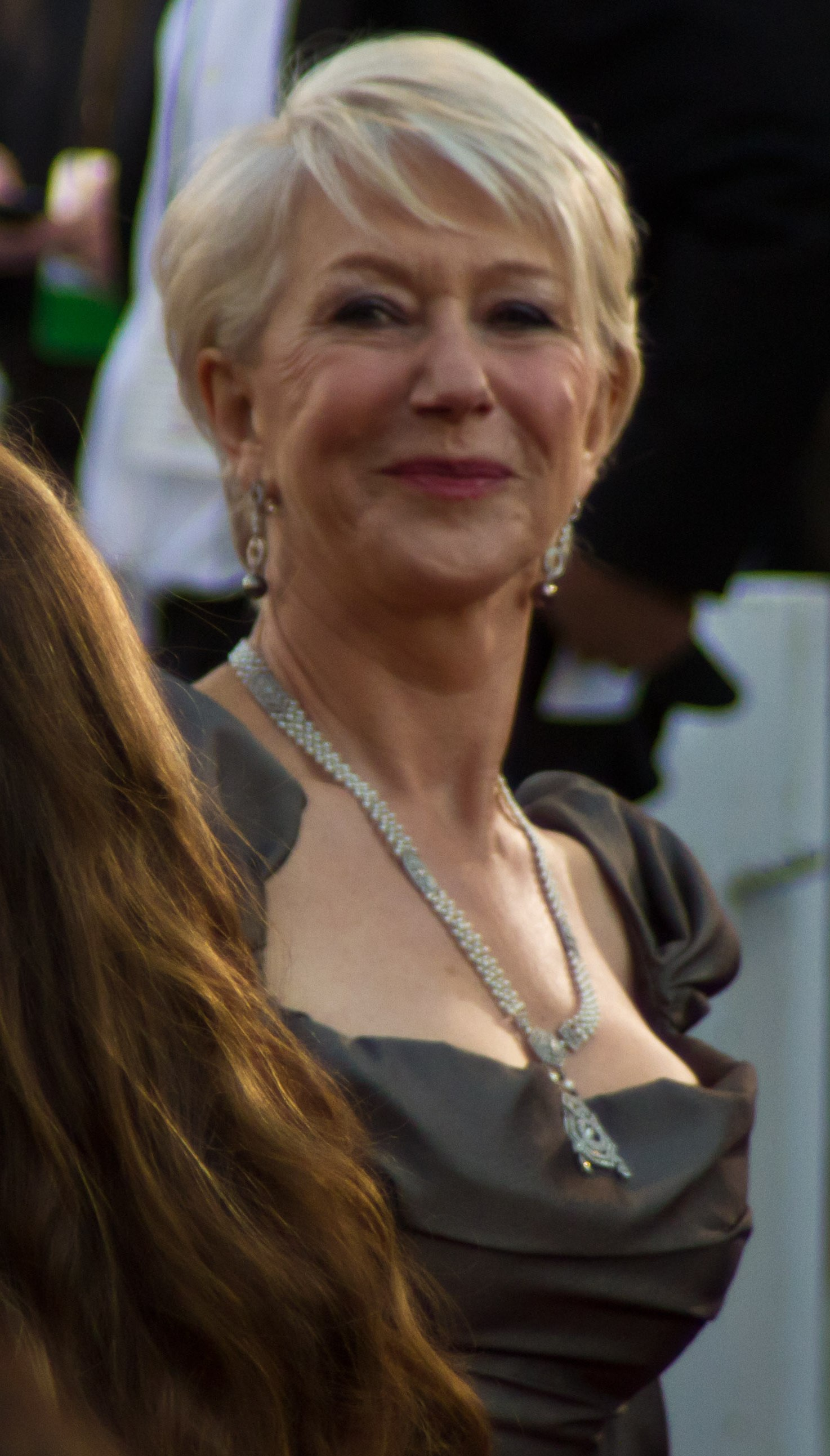
Helen Mirren ai premi Oscar 2011

Durante le riprese del film Excalibur nel 1980, conobbe l'attore Liam Neeson che divenne suo compagno di vita fino al 1985. Dal 31 dicembre 1997 è sposata con il regista statunitense (e premio Oscar) Taylor Hackford, che era suo partner dal 1986 dopo averlo conosciuto sul set del film Il sole a mezzanotte. Per l'attrice si tratta del primo matrimonio, per Hackford del terzo; la coppia non ha avuto figli.
Oltre al premio Oscar, ha vinto numerosi premi per le sue interpretazioni. In particolare, per The Queen, ha vinto il premio per la migliore interpretazione femminile del BAFTA e del SAG, nonché il Golden Globe e la Coppa Volpi per la migliore interpretazione femminile alla 63ª Mostra di Venezia. Altri riconoscimenti sono arrivati per le sue interpretazioni in Prime Suspect ed Elizabeth I. Infine, sempre per The Queen, si è vista assegnare il premio del Circolo della Critica, che le è stato consegnato il 10 aprile 2007.
Il 5 dicembre 2003 Helen Mirren ha ricevuto il titolo di Dama di commenda dell'Ordine dell'Impero Britannico. Nel settembre 2007 ha dato alle stampe la sua autobiografia, In the Frame: My Life in Words and Pictures.
Possiede una masseria a Tiggiano, in Salento, e parla l'italiano, dilettandosi nel parlare il dialetto salentino. Nel 2021 ha partecipato al video musicale della canzone La vacinada di Checco Zalone a sostegno della campagna vaccinale contro il COVID-19, mentre nell'ottobre dello stesso anno è stata nominata ambasciatrice dell'Università del Salento. È simpatizzante della squadra di calcio del Lecce.

## Teatro
- Amleto, di William Shakespeare. National Youth Theatre di Londra (1963)
- Sogno di una notte di mezza estate, di William Shakespeare. National Youth Theatre di Londra (1964)
- Antonio e Cleopatra, di William Shakespeare. Old Vic di Londra (1965)
- Lungo viaggio verso la notte, di Eugene O'Neill. Century Theatre di Manchester (1966)
- Amleto, di William Shakespeare, regia di Peter Hall. National Youth Theatre di Londra (1966)
- Charley's Aunt, di Brandon Thomas. Century Theatre di Manchester (1967)
- Little Charley and his struggles against the Eunuchs, di David Halliwell. Century Theatre di Manchester (1967)
- Coriolano, di William Shakespeare, regia di John Barton. Royal Shakespeare Theatre di Stratford-upon-Avon (1967)
- The Revenger's Tragedy, di Thomas Middleton, regia di Trevor Nunn, con Ben Kingsley, Patrick Stewart. Royal Shakespeare Theatre di Stratford-upon-Avon (1967)
- Tutto è bene quel che finisce bene, di William Shakespeare, regia di John Barton. Royal Shakespeare Theatre di Stratford-upon-Avon (1967)
- Romeo e Giulietta, di William Shakespeare, regia di John Barton, con Ian Holm. Royal Shakespeare Theatre di Stratford-upon-Avon (1967)
- Tutto è bene quel che finisce bene, di William Shakespeare, regia di John Barton. Aldwych Theatre di Londra (1968)
- Troilo e Cressida, di William Shakespeare, regia di John Barton, con Ben Kingsley. Royal Shakespeare Theatre di Stratford-upon-Avon (1968)
- Molto rumore per nulla, di William Shakespeare, regia di Trevor Nunn. Royal Shakespeare Theatre di Stratford-upon-Avon (1968)
- Troilo e Cressida, di William Shakespeare, regia di John Barton. Aldwych Theatre di Londra (1969)
- Molto rumore per nulla, di William Shakespeare, regia di Trevor Nunn. Aldwych Theatre di Londra (1969)
- The Silver Tassie, di Sean O'Casey, regia di David Jones. Aldwych Theatre di Londra (1969)
- Bartholomew Fair, di Ben Jonson, regia di Terry Hands. Aldwych Theatre di Londra (1969)
- The Revenger's Tragedy, di Thomas Middleton, regia di Trevor Nunn. Aldwych Theatre di Londra (1969)
- Riccardo III, di William Shakespeare, regia di Terry Hands. Royal Shakespeare Theatre di Stratford-upon-Avon (1970)
- Amleto, di William Shakespeare, regia di Trevor Nunn. Royal Shakespeare Theatre di Stratford-upon-Avon (1970)
- I due gentiluomini di Verona, di William Shakespeare, regia di Robin Phillips. Royal Shakespeare Theatre di Stratford-upon-Avon e Aldwych Theatre di Londra (1970)
- I nemici, di Maksim Gor'kij, regia di David Jones. Aldwych Theatre di Londra (1971)
- The man of mode, di George Etherege, regia di Terry Hands. Aldwych Theatre di Londra (1971)
- La signorina Julie, di August Strindberg, regia di Robin Phillips. The Place di Londra (1971)
- Il balcone, di Jean Genet, regia di Terry Hands. Aldwych Theatre di Londra (1971)
- Macbeth, di William Shakespeare, regia di Trevor Nunn, con Jane Lapotaire. Royal Shakespeare Theatre di Stratford-upon-Avon (1974)
- Teeth 'n' Smiles, scritto e diretto da David Hare. Royal Court Theatre di Londra (1975)
- Il gabbiano, di Anton Čechov, regia di Lindsay Anderson, con Joan Plowright. Lyric Theatre di Londra (1975)
- The Bed Before Yersterday, di Ben Travers, regia di Lindsay Anderson, con Joan Plowright. Lyric Theatre di Londra (1975)
- Enrico VI, parte I, di William Shakespeare, regia di Terry Hands. Royal Shakespeare Theatre di Stratford-upon-Avon (1977)
- Enrico VI, parte II, di William Shakespeare, regia di Terry Hands. Royal Shakespeare Theatre di Stratford-upon-Avon (1977)
- Enrico VI, parte III, di William Shakespeare, regia di Terry Hands. Royal Shakespeare Theatre di Stratford-upon-Avon (1977)
- Enrico VI, parte I, di William Shakespeare, regia di Terry Hands. Theatre Royal di Newcastle upon Tyne e Aldwych Theatre di Londra (1978)
- Enrico VI, parte II, di William Shakespeare, regia di Terry Hands. Theatre Royal di Newcastle upon Tyne e Aldwych Theatre di Londra (1978)
- Enrico VI, parte III, di William Shakespeare, regia di Terry Hands. Theatre Royal di Newcastle upon Tyne e Aldwych Theatre di Londra (1978)
- Misura per misura, di William Shakespeare, regia di Peter Gill. Riverside Studios di Londra (1979)
- La duchessa di Amalfi, di John Webster, regia di Adrian Noble. Royal Exchange Theatre di Manchester e The Roundhouse di Londra (1980)
- Il guaritore, di Brian Friel, regia di Christopher Fettes. Royal Court Theatre di Londra (1981)
- Antonio e Cleopatra, di William Shakespeare, regia di Adrian Noble, con Michael Gambon. Royal Shakespeare Theatre di Stratford-upon-Avon (1982)
- La ragazza ruggente, di Thomas Dekker e Thomas Middleton, regia di Barry Kyle. Royal Shakespeare Theatre di Stratford-upon-Avon, Barbican Centre di Londra (1983)
- Antonio e Cleopatra, di William Shakespeare, regia di Adrian Noble, con Michael Gambon. Gulbenkian Studio di Newcastle upon Tyne e Pit di Londra (1983)
- Extremities, scritto e diretto da William Mastrosimone. Duchess Theatre di Londra (1984)
- Madame Bovary, da Gustave Flaubert, regia di Lou Stein. Palace Theatre di Watford (1987)
- Two-way Mirror, di Arthur Miller, regia di David Thacker. Young Vic di Londra (1989)
- Sex Please, We're Italian, di Tom Kempinski, regia di David Thacker. Young Vic di Londra (1991)
- Woman in Mind, di Alan Ayckbourn, regia di Dennis Erdman. Tiffany Theatre di Los Angeles (1992)
- Un mese in campagna, di Ivan Sergeevič Turgenev, regia di Bill Bryden. Yvonne Arnaud Theatre di Guildford, Albery Theatre di Londra (1994)
- Un mese in campagna, di Ivan Sergeevič Turgenev, regia di Bill Bryden, con F. Murray Abraham. Criterion Center Stage Right di New York (1995)
- Antonio e Cleopatra, di William Shakespeare, regia di Sean Mathias, con Alan Rickman. National Theatre di Londra (1998)
- Collected Stories, di Donald Margulies, regia di Howard Davies. Theatre Royal di Bath (1999)
- La discesa di Orfeo, di Tennessee Williams, regia di Nicholas Hytner. Donmar Warehouse di Londra (2000)
- Danza di morte, di August Strindberg, regia di Sean Mathias, con Ian McKellen. Broadhurst Theatre di Londra (2001)
- Il lutto si addice ad Elettra, di Eugene O'Neill, regia di Howard Davies. National Theatre di Londra (2003)
- Fedra, di Racine, regia di Nicholas Hytner, con Dominic Cooper. National Theatre di Londra (2009)
- The Audience, di Peter Morgan, regia di Stephen Daldry. Gielguld Theatre di Londra (2013)
- The Audience, di Peter Morgan, regia di Stephen Daldry. Gerald Schoenfeld Theatre di Londra (2015)

## Libri
- (EN) In the Frame. My Life in Words and Pictures, Londra, Weidenfeld & Nicolson/Hachette, 2007, ISBN 0-297-85197-7.

## Riconoscimenti
- Premio Oscar
  - 1995 – Candidatura alla miglior attrice non protagonista per La pazzia di Re Giorgio
  - 2002 – Candidatura alla miglior attrice non protagonista per Gosford Park
  - 2007 – Miglior attrice protagonista per The Queen - La regina
  - 2010 – Candidatura alla miglior attrice protagonista per The Last Station
- Golden Globe
  - 1997 – Miglior attrice in una miniserie o film televisivo per Losing Chase
  - 2000 – Candidatura alla miglior attrice in una miniserie o film televisivo per The Passion of Ayn Rand
  - 2002 – Candidatura alla migliore attrice non protagonista per Gosford Park
  - 2003 – Candidatura alla miglior attrice in una miniserie o film televisivo per Il venditore dell'anno
  - 2004 – Candidatura alla migliore attrice in un film commedia o musicale per Calendar Girls
  - 2004 – Candidatura alla miglior attrice in una miniserie o film televisivo per La primavera romana della signora Stone
  - 2007 – Miglior attrice in una miniserie o film televisivo per Elizabeth I
  - 2007 – Migliore attrice in un film drammatico per The Queen - La regina
  - 2007 – Candidatura alla miglior attrice in una miniserie o film televisivo per Prime Suspect
  - 2010 – Candidatura alla migliore attrice in un film drammatico per The Last Station
  - 2013 – Candidatura alla migliore attrice in un film drammatico per Hitchcock
  - 2014 – Miglior attrice in una miniserie o film televisivo per Phil Spector
  - 2015 – Candidatura alla migliore attrice in un film commedia o musicale per Amore, cucina e curry
  - 2015 – Candidatura alla migliore attrice non protagonista per L'ultima parola - La vera storia di Dalton Trumbo
  - 2018 – Candidatura alla migliore attrice in un film commedia o musicale per Ella & John - The Leisure Seeker
  - 2020 – Candidatura alla miglior attrice in una miniserie o film televisivo per Caterina la Grande
  - 2024 – Candidatura alla miglior attrice in una serie drammatica per 1923

## Doppiatrici italiane
Nelle versioni in italiano delle opere in cui ha recitato, Helen Mirren è stata doppiata da:
- Ada Maria Serra Zanetti in Gosford Park, Calendar Girls, In ostaggio, The Queen - La regina, Il mistero delle pagine perdute, Inkheart - La leggenda di cuore d'inchiostro, The Last Station, Glee, Il debito, Red, Hitchcock, Red 2, Phil Spector, Amore, cucina e curry, Woman in Gold, Collateral Beauty, Fast & Furious 8, La vedova Winchester, Lo schiaccianoci e i quattro regni, Fast & Furious - Hobbs & Shaw, Anna, L'inganno perfetto, Il ritratto del duca, Fast & Furious 9 - The Fast Saga, 1923, Golda, Shazam! Furia degli dei, Fast X, MobLand, Il club dei delitti del giovedì
- Melina Martello in S.O.S. Titanic, Pollice verde, La promessa, Quando meno te lo aspetti, L'ultima parola - La vera storia di Dalton Trumbo, Il diritto di uccidere, Assolo
- Angiola Baggi in Come vi piace, Una scelta d'amore, L'ultimo bicchiere, Shadowboxer, State of Play, Arturo
- Elettra Bisetti in Cortesie per gli ospiti, Monteriano - Dove gli angeli non osano metter piede, La pazzia di Re Giorgio
- Roberta Greganti in Prime Suspect, Killing Mrs. Tingle, Berlin, I Love You
- Vittoria Febbi in Caligola, Il cuoco, il ladro, sua moglie e l'amante
- Maria Pia Di Meo in Excalibur, Wonder: White Bird
- Antonella Giannini in Elizabeth I, Caterina la Grande
- Manuela Andrei in 2010 - L'anno del contatto, Il venditore dell'anno
- Paola Piccinato in Mosquito Coast, Quando vennero le balene
- Valeria Moriconi in Sogno di una notte di mezza estate
- Paola Bacci in Cymbeline
- Doriana Chierici in Cal
- Serena Spaziani in L'isola di Pascali
- Micaela Esdra in Bethune - Il mitico eroe
- Serena Verdirosi in Se mi amate...
- Anna Rita Pasanisi in The Passion of Ayn Rand
- Rita Savagnone in Squadra emergenza
- Aurora Cancian in La primavera romana della signora Stone
- Ludovica Modugno in Ella & John - The Leisure Seeker
- Alessandra Korompay in Il cuoco, il ladro, sua moglie e l'amante (ridoppiaggio)

Da doppiatrice è sostituita da:
- Ada Maria Serra Zanetti in Il regno di Ga'Hoole - La leggenda dei guardiani, L'unico e insuperabile Ivan, Barbie
- Melina Martello in Il principe d'Egitto, Guida galattica per autostoppisti
- Simona Izzo in Due cuccioli nella savana
- Rita Savagnone in Monsters University